# Brimstone Hill
Pevnost Brimstone Hill je lokalita světového dědictví UNESCO nacházející se na západě ostrova Svatý Kryštof ve státě Svatý Kryštof a Nevis ve východním Karibiku. Jedná se o velmi dobře zachovaný příklad vojenské architektury 17. a 18. století v karibském prostředí. Pevnost navržená Brity, ale postavena africkými otroky, je svědectvím o evropské (nejen britské, ale i francouzské a holandské) koloniální expanzi, otrokářství a vzniku nové společnosti v Karibiku.
Ze samotné pevnosti je možné vidět panoramata zalesněných kopců či zemědělských políček a měst při pobřeží. Lze dohlédnout až na blízký ostrov Svatý Eustach patřící Nizozemskému království.

## Fotogalerie

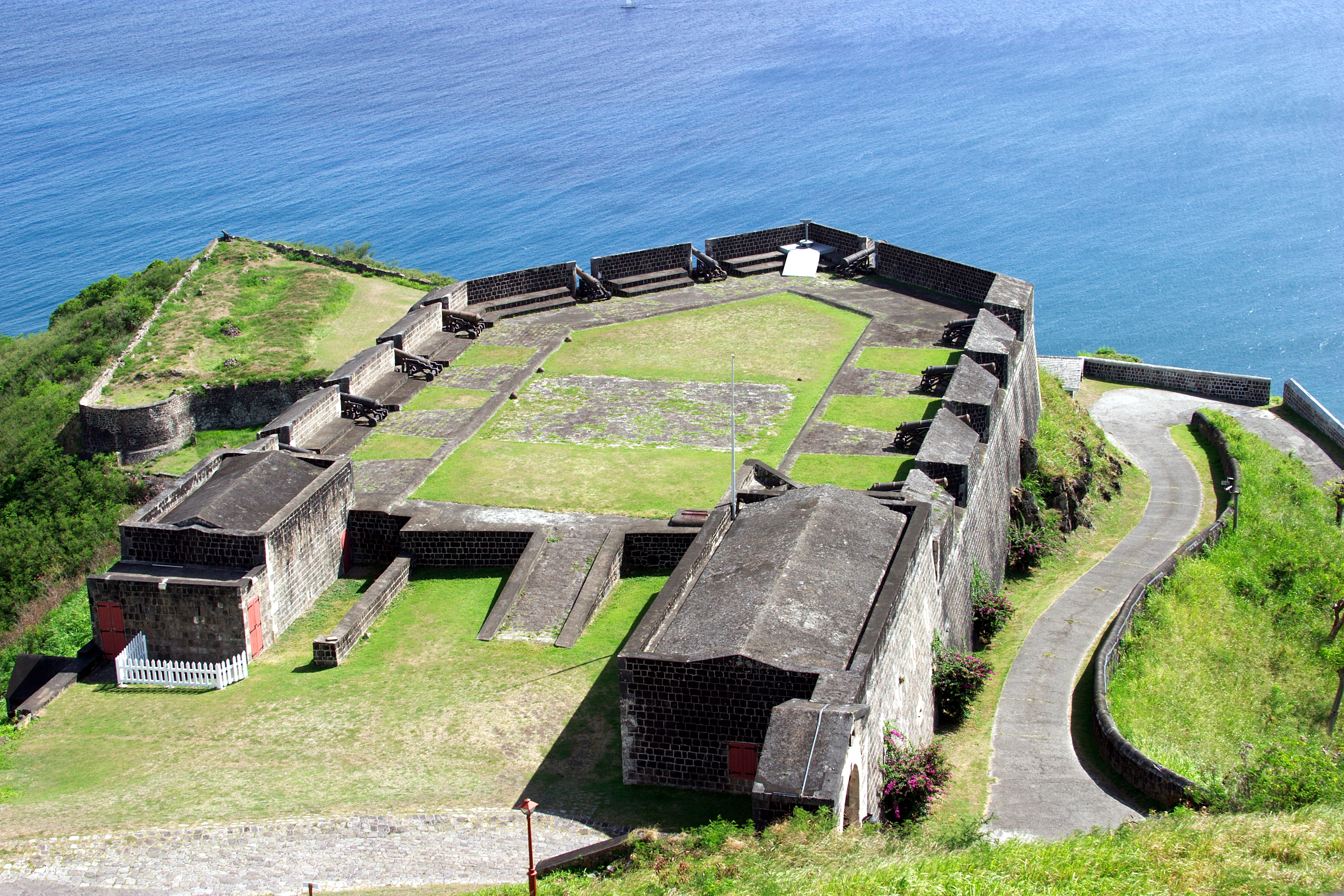
část opevnění
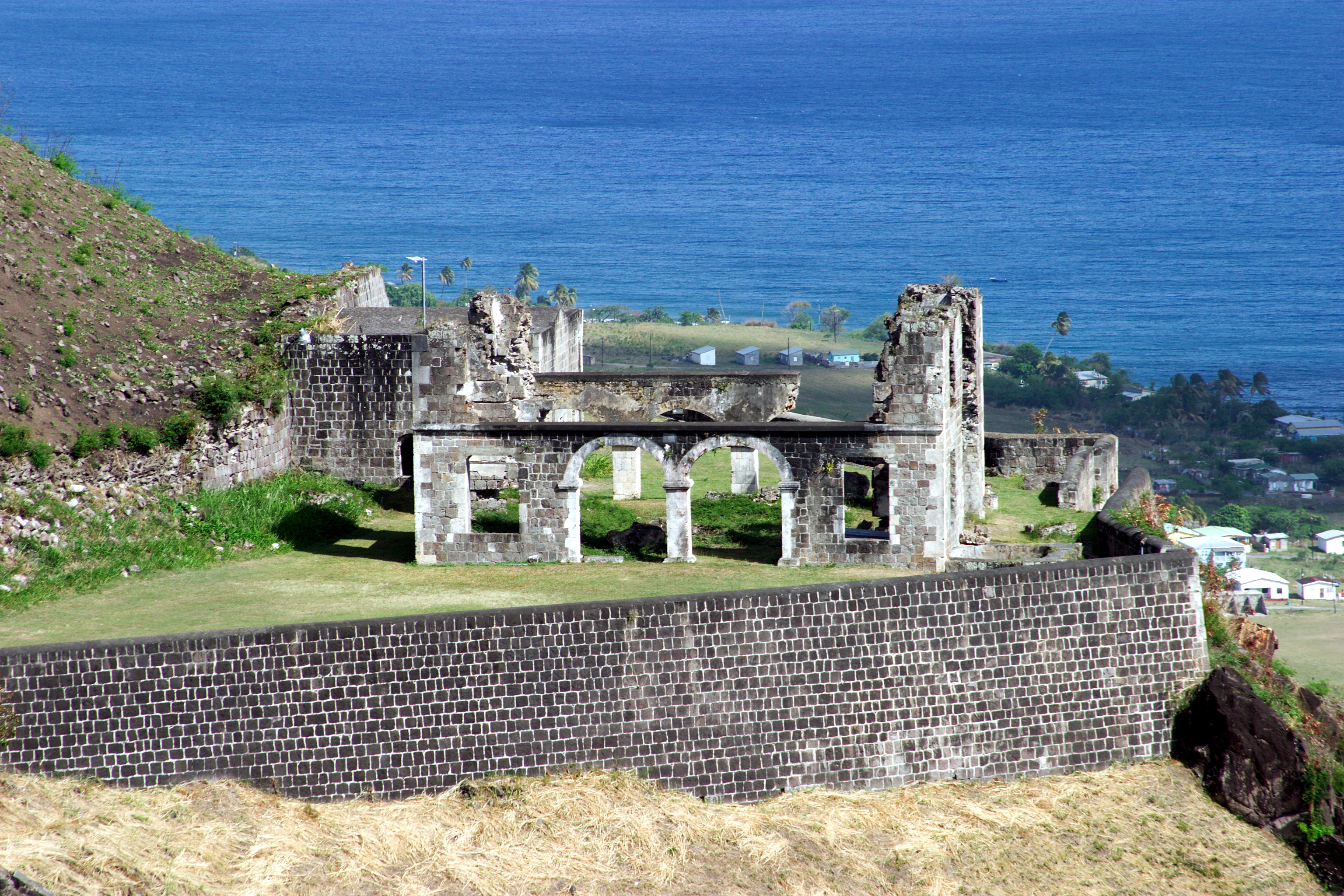
část opevnění
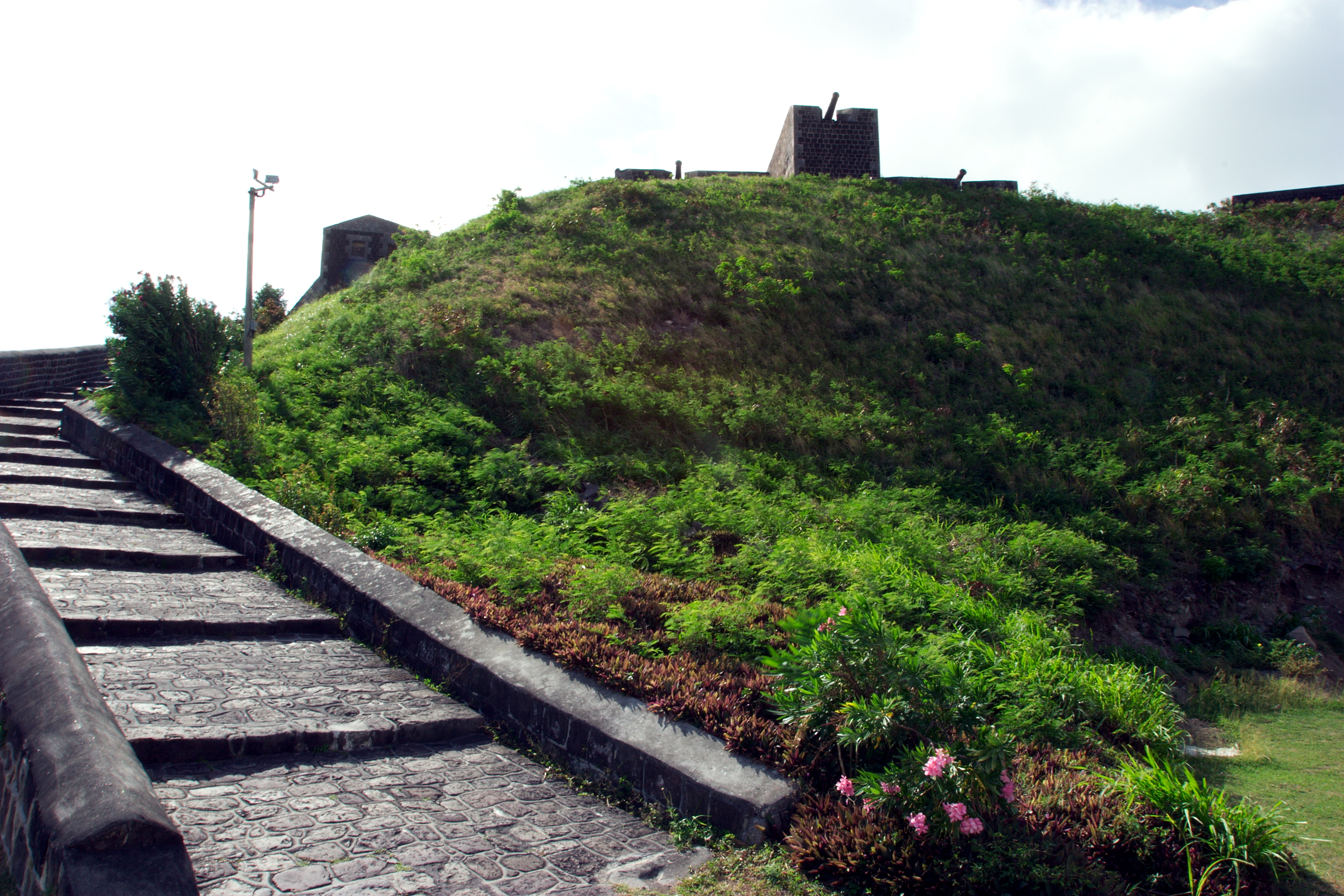
část opevnění
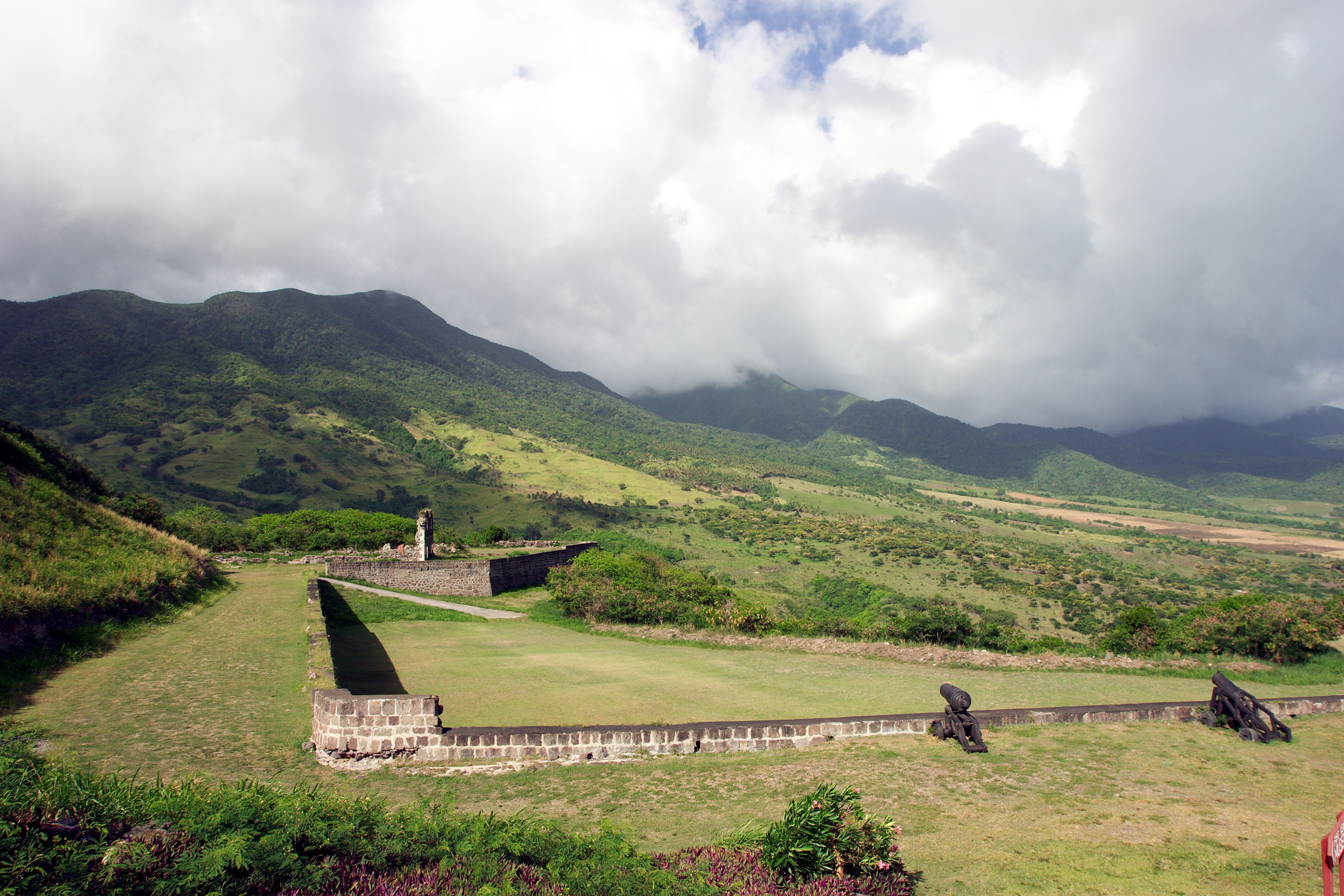
část opevnění